# Maddahi

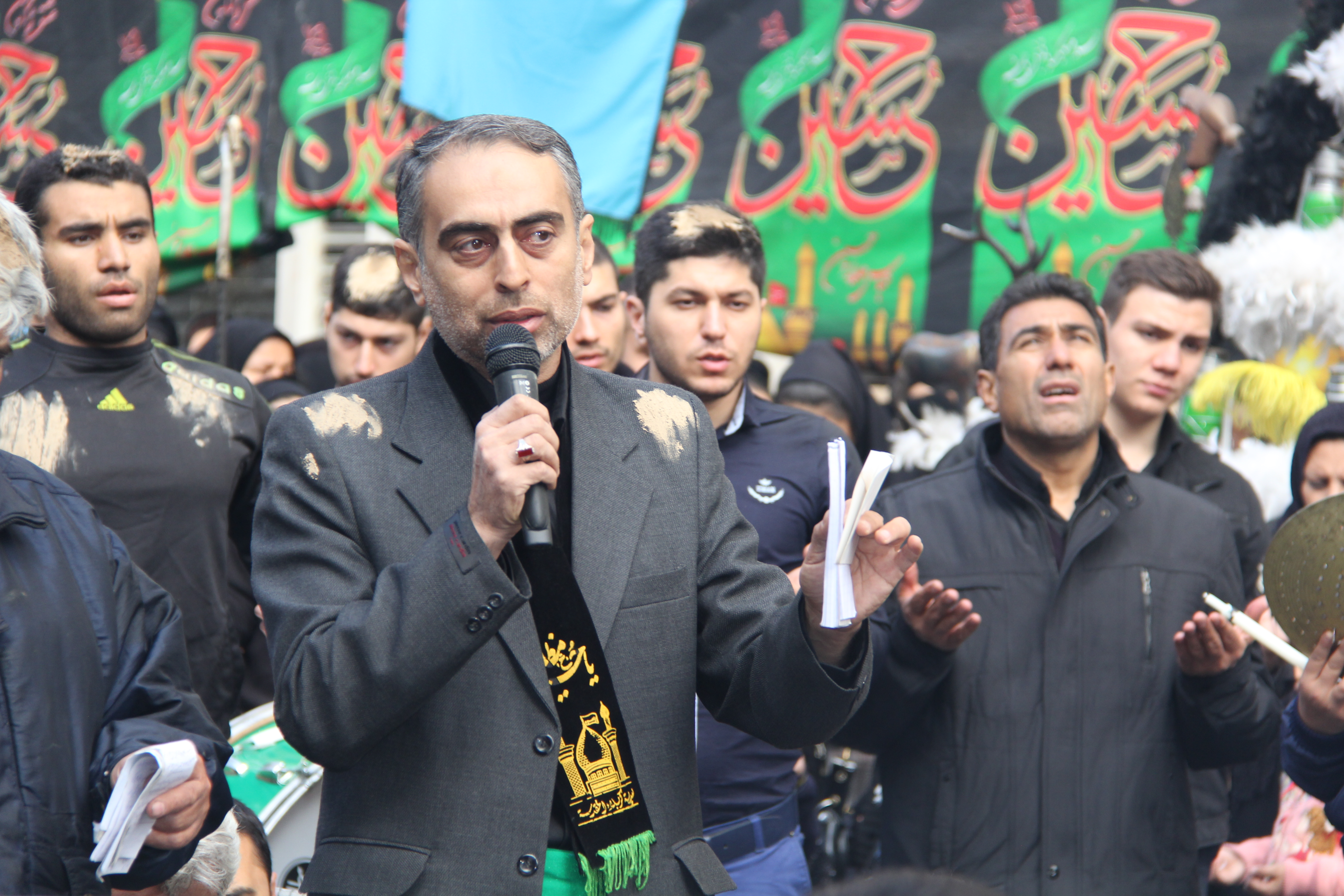
Um maddah iraniano

Maddahi é um canto cerimonial ou recitação fúnebre especialmente para os muçulmanos xiitas. A palavra Maddahi significa "louvar" em árabe. Aquele que canta esse estilo é chamado de maddah. Maddahs cantam principalmente no aniversário de nascimento e morte de Ahl al-Bayt. O tema do Maddahi pode ser alegre ou triste. A maioria dos maddahs são homens, mas algumas mulheres se apresentam em reuniões exclusivamente femininas. A maioria dos maddahis são cantados em luto por Ahl al-Bayt, particularmente no Luto de Muharram no início de Muharram até o dia de Ashura e Arba'een.